# Lophocampa scripta
Lophocampa scripta là một loài bướm đêm thuộc phân họ Arctiinae, họ Erebidae.